# Karl Gützlaff
Karl Friedrich August Gützlaff, anglicizzato in Charles Gutzlaff (Pyrzyce, 8 luglio 1803 – 9 agosto 1851), è stato uno scrittore e missionario tedesco.
Fu un missionario luterano in Estremo Oriente, degno di nota per essere uno dei primi missionari protestanti a Bangkok, in Thailandia (1828) ed in Corea (1832). Scrisse libri di successo, quali Journal of Three Voyages along the Coast of China in 1831, 1832 and 1833, with notices of Siam, Corea, and the Loo-Choo Islands (Diario di tre viaggi lungo la costa della Cina nel 1831, 1832 e 1833, con notizie su Siam, Corea e le Isole Loo-Choo) (1834). Servì come interprete di missioni diplomatiche britanniche, durante la prima guerra dell'oppio. Gutzlaff fu uno dei primi missionari protestanti in Cina ad indossare abiti cinesi. Gutzlaff Street ad Hong Kong è dedicata a lui.

## Biografia
Nato a Pyritz (attuale Pyrzyce), in Polonia, lavorò come apprendista sellaio a Stettin, ma riuscì ad assicurarsi l'ammissione al Pädagogium (scuola superiore fondata da August Hermann Francke) di Halle ed entrò poi a far parte del Janike Institute a Berlino.
La Società Missionaria dei Paesi Bassi (Nederlandsch Zendelinggenootschap) lo inviò a Giava nel 1826, dove apprese il Cinese. Gutzlaff lasciò la società nel 1828, e si recò prima a Singapore, poi a Bangkok con Jacob Tomlin della London Missionary Society (Società missionaria di Londra), dove lavorò alla traduzione della Bibbia in Thai. Fece un breve viaggio a Singapore nel dicembre del 1829, dove sposò una missionaria inglese nubile Maria Newell. La coppia fece ritorno a Bangkok nel febbraio del 1830, ove lavorò ad un dizionario di Cambogiano e Lao. Prima di completare l'opera, tuttavia, Maria morì di parto, lasciando una cospicua eredità. Nel 1834, Gutzlaff si risposò, questa volta con Mary Wanstall. La seconda signora Gutzlaff diresse una scuola ed una casa per ciechi a Macau. Morì nel 1849 a Singapore, ove fu seppellita. Il terzo matrimonio di Gutzlaff fu con Dorothy Gabriel in Inghilterra nel 1850.

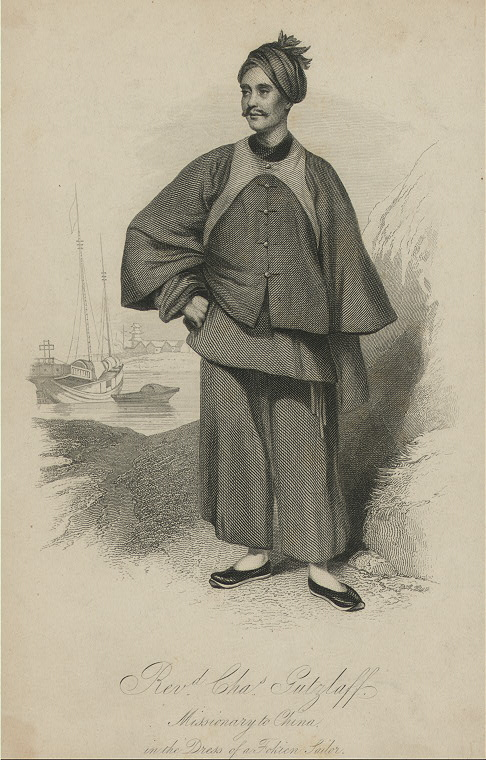
Gutzlaff in costume della provincia del Fujian

A Macau, e successivamente ad Hong Kong, Gutzlaff lavorò ad una traduzione della Bibbia in cinese, pubblicò una rivista in cinese, la "Rivista mensile di Oriente ed Occidente" (Eastern Western Monthly Magazine), e scrisse libri in cinese su argomenti pratici. Nel 1834, pubblicò Journal of Three Voyages along the Coast of China in 1831, 1832 and 1833 (Diario di tre viaggi lungo la costa della Cina nel 1831, 1832 e 1833). Lungo la via distribuì volantini preparati da un altro pionieristico missionario in Cina, Robert Morrison. Verso la fine del 1833, fece da interprete di cantonese al naturalista George Bennett, in visita a Canton.
Nel 1840, un gruppo di quattro persone (Walter Henry Medhurst, Charles Gutzlaff, Elijah Coleman Bridgman, e John Robert Morrison) collaborò alla traduzione della Bibbia in cinese. La traduzione della parte in ebraico fu realizzata, in gran parte, da Gutzlaff, con l'eccezione del Pentateuco e del libro di Giosué che furono tradotti collettivamente dal gruppo. Questa traduzione, completata nel 1847, è famosa per essere stata adottata dal capo dei contadini rivoluzionari Hong Xiuquan del movimento Taipingtianguo (Ribellione di Taiping), così come alcune delle celebri dottrine originarie dell'organizzazione. Questa traduzione della Bibbia era una versione (in High Wen-li, cinese tradizionale: 深文理) corretta e fedele all'originale.
Negli anni trenta dell'Ottocento, Gutzlaff fu convinto da William Jardine della società Jardine, Matheson & Co. a fare da interprete per i suoi comandanti di vascelli durante il contrabbando costiero di oppio, garantendogli che ciò gli avrebbe permesso di radunare un maggior numero di convertiti. Successivamente, Gutzlaff assistette alle negoziazioni durante la Prima guerra dell'oppio degli anni dal 1839 al 42. In risposta alla contrarietà del governo cinese a permettere l'accesso di stranieri all'interno del Paese, egli fondò una scuola per "missionari autoctoni" nel 1844, che formò quasi cinquanta cinesi durante i suoi primi quattro anni. Le idee di Gutzlaff erano più grandi delle sue capacità amministrative. Finì per essere vittima dei suoi stessi missionari autoctoni. Essi gli recapitarono relazioni sensazionali di conversioni e distribuzioni di Nuovi Testamenti. Mentre alcuni dei missionari autoctoni di Gutzlaff erano realmente convertiti, altri erano oppiomani che non viaggiarono mai nei luoghi che pretendevano di aver visitato. Avidi di facili guadagni, si limitarono ad inventare relazioni di conversioni e vendettero i Nuovi Testamenti che Gutzlaff fornì al tipografo che li rivendette a Gutzlaff.
Lo scandalo scoppiò mentre Gutzlaff si trovava in Europa a raccogliere dei fondi. Sconvolto dalla rivelazione di questa frode, Gutzlaff morì ad Hong Kong nel 1851. La Società per l'evangelizzazione della Cina, da lui formata, comunque, proseguì la sua attività, inviando Hudson Taylor il quale fondò, con successo, la China Inland Mission (Missione per la Cina interna). Taylor chiamava Gutzlaff il nonno della China Inland Mission.

### Società per la diffusione del sapere utile in Cina

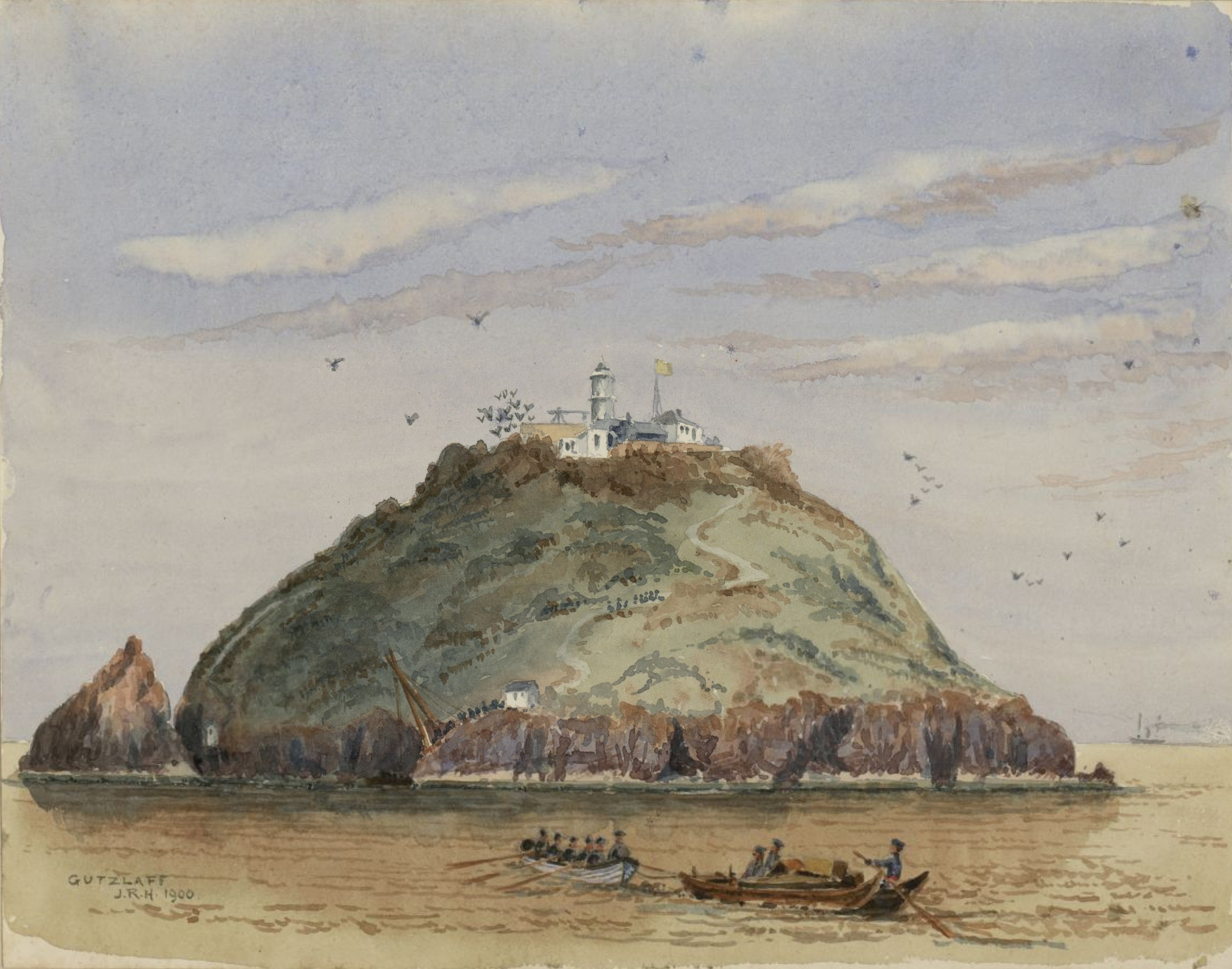
L'isola Gutzlaff a Zhejiang, in Cina così chiamata in onore di Karl Gützlaff

Il 29  novembre del 1834, Gutzlaff divenne membro della "Society for the Diffusion of Useful Knowledge in China" (Società per la diffusione del sapere utile in Cina), di recente costituzione. I membri del comitato rappresentavano un'ampia sezione della comunità di affari e missionaria a Canton: James Matheson (il Presidente), David Olyphant, William Wetmore, James Innes, Thomas Fox, Elijah Coleman Bridgman, e John Robert Morrison. John Francis Davis, all'epoca il principale sovrintendente del commercio britannico con la Cina, ne divenne socio onorario.

### Influenza
Gli scritti di Gutzlaff influenzarono sia il Dr. Livingstone sia Karl Marx. David Livingstone lesse "Appeal to the Churches of Britain and America on Behalf of China" (Appello alle chiese di Gran Bretagna ed America a favore della Cina) di Gutzlaff e decise di diventare un medico missionario. Si era nel 1840 e lo scoppio della Prima guerra dell'oppio rendeva la Cina troppo pericolosa per gli stranieri. Fu così che la Società missionaria di Londra lo inviò in Africa, dove (nel 1871) Henry Morton Stanley lo trovò impegnato in un duro lavoro ad Ujiji, in Tanzania.
Mentre Gutzlaff stava raccogliendo fondi in Europa nel 1850, Karl Marx andò a sentirlo parlare a Londra. Egli lesse anche molti degli scritti di Gutzlaff, che gli fornirono il materiale per articoli sulla Cina per il London Times ed il New York Daily Tribune negli anni quaranta e cinquanta dell'Ottocento, articoli impregnati di spirito antimperialista ed antireligioso.

## Opere

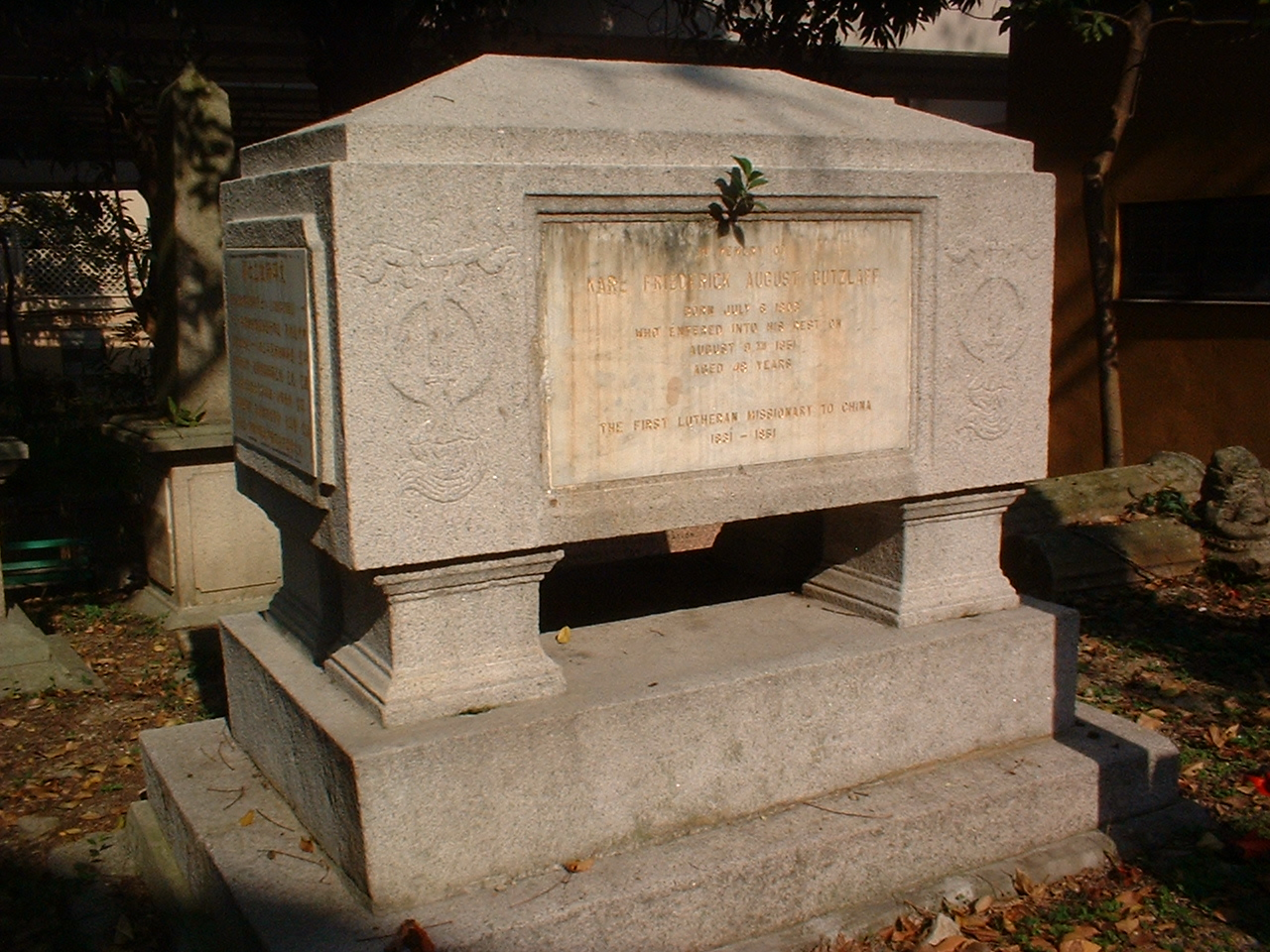
La tomba di Gutzlaff nel cimitero di Hong Kong (Hong Kong Cemetery)

- A Sketch of Chinese History, Ancient and Modern (London, 1834, German version in 1847), Volume One, Volume Two
- https://books.google.com/books?id=kmIEAAAAQAAJ.  Volume One
- https://books.google.com/books?id=k2IEAAAAQAAJ.  Volume Two
- https://books.google.com/books?id=CQEUAAAAQAAJ.

```
under pseudonym "Philo-Sinensis"
```

- https://books.google.com/?id=8Z4BAAAAQAAJ&printsec=frontcover#v=onepage&q&f=false.